# Termohalin cirkulation

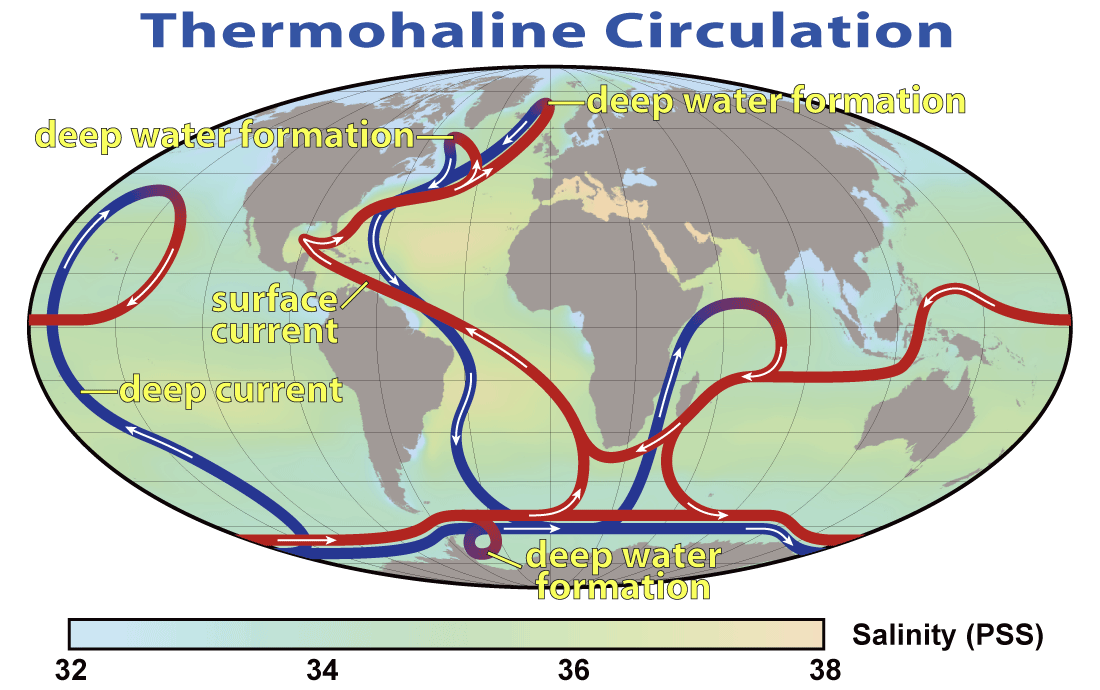
Förenklad bild av den termohalina cirkulationen i världshaven. Kalla djuphavsströmmar med hög salthalt rör sig mest åt öster (blå) och ytliga havsströmmar med lägre salthalt mest åt väster (röda).

Termohalin cirkulation eller termohalina transportbandet är den vattencirkulation som förekommer i djuphavet. Den är betydligt långsammare än strömmarna vid havsytan. 
Små skillnader i densitet gör att det kalla och saltrika vattnet i Nordatlanten och vid Antarktis sjunker till ett djup där skillnaden i densitet balanseras. På motsvarande sätt stiger vatten med låg densitet i varma områden och en utväxling sker globalt.
De strömmar som denna utväxling resulterar i är begränsade till ett fåtal meter per dygn men har mycket stor betydelse för klimatet på jorden. Den låga hastigheten gör att det tar över 1 000 år att byta ut djuphavets vatten.